# Oscar du meilleur montage
L’Oscar du meilleur montage (Academy Award for Best Film Editing) est une récompense cinématographique américaine décernée chaque année, depuis 1935 par l'Academy of Motion Picture Arts and Sciences (AMPAS), laquelle décerne également tous les autres Oscars.
Ce prix récompense le meilleur monteur pour un film de l'année écoulée. Une autre catégorie récompense depuis 1963 le montage de son : l'Oscar du meilleur montage de son.

## Palmarès
Note : L'année indiquée est celle de la cérémonie, récompensant les films sortis au cours de l'année précédente. Les lauréats sont indiqués en tête de chaque catégorie et en caractères gras.

### Années 1930
- 1935 : Eskimo – Conrad Nervig
  - Cléopâtre (Cleopatra) – Anne Bauchens
  - Une nuit d'amour (One Night of Love) – Gene Milford
- 1936 : Le Songe d'une nuit d'été (A Midsummer Night's Dream) – Ralph Dawson
  - David Copperfield – Robert J. Kern
  - Le Mouchard (The Informer) – George Hively
  - Les Misérables – Barbara McLean
  - Les Trois Lanciers du Bengale (Lives of a Bengal Lancer) – Ellsworth Hoagland
  - Les Révoltés du Bounty (Mutiny on the Bounty) – Margaret Booth
- 1937 : Anthony Adverse – Ralph Dawson
  - Le Vandale (Come and Get It) – Edward Curtiss
  - Le Grand Ziegfeld (The Great Ziegfeld) – William S. Gray
  - Le Pacte (Lloyd's of London) – Barbara McLean
  - Le Marquis de Saint-Évremont (A Tale of Two Cities) – Conrad A. Nervig
  - Théodora devient folle (Theodora Goes Wild) – Otto Meyer
- 1938 : Horizons perdus (Lost Horizon) – Gene Havlick et Gene Milford
  - Cette sacrée vérité (The Awful Truth) – Al Clark
  - Capitaines courageux (Captains Courageous) – Elmo Veron
  - Visages d'Orient (The Good Earth) – Basil Wrangell
  - Deanna et ses boys (One Hundred Men and a Girl) – Bernard W. Burton
- 1939 : Les Aventures de Robin des Bois (The Adventures de Robin Hood) – Ralph Dawson
  - La Folle Parade (Alexander's Ragtime Band) – Barbara McLean
  - Toute la ville danse (The Great Waltz) – Tom Held
  - Pilote d'essai (Test Pilot) – Tom Held
  - Vous ne l'emporterez pas avec vous (You Can't Take It with You) – Gene Havlick

### Années 1940
- 1940 : Autant en emporte le vent (Gone with the Wind) – Hal C. Kern et James E. Newcom
  - Au revoir Mr. Chips (Goodbye, Mr. Chips) – Charles Frend
  - Monsieur Smith au Sénat (Mr. Smith Goes to Washington) – Gene Havlick et Al Clark
  - La Mousson (The Rains Came) – Barbara McLean
  - La Chevauchée fantastique (Stagecoach) – Otho Lovering et Dorothy Spencer
- 1941 : Les Tuniques écarlates (North West Mounted Police) – Anne Bauchens
  - Les Raisins de la colère (The Grapes of Wrath) – Robert L. Simpson
  - La Lettre (The Letter) – Warren Low
  - Les Hommes de la mer (The Long Voyage Home) – Sherman Todd
  - Rebecca – Hal C. Kern
- 1942 : Sergent York (Sergeant York) – William Holmes
  - Citizen Kane – Robert Wise
  - Docteur Jekyll et Mister Hyde (Dr Jekyll and Mr. Hyde) – Harold F. Kress
  - Qu'elle était verte ma vallée (How Green Was My Valley) – James B. Clark
  - La Vipère (The Little Foxes) – Daniel Mandell
- 1943 : Vainqueur du destin (The Pride of the Yankees) – Daniel Mandell
  - Madame Miniver (Mrs. Miniver) – Harold F. Kress
  - La Justice des hommes (The Talk of the Town) – Otto Meyer
  - Âmes rebelles (This Above All) – Walter A. Thompson
  - La Glorieuse Parade (Yankee Doodle Dandy) – George Amy
- 1944 : Air Force – George Amy
  - Casablanca – Owen Marks
  - Les Cinq Secrets du désert (Five Graves to Cairo) – Doane Harrison
  - Pour qui sonne le glas (For Whom the Bell Tolls) – Sherman Todd et John Link
  - Le Chant de Bernadette (The Song of Bernadette) – Barbara McLean
- 1945 : Wilson – Barbara McLean
  - La Route semée d'étoiles (Going My Way) – LeRoy Stone
  - Janie – Owen Marks
  - Rien qu'un cœur solitaire (None but the Lonely Heart) – Roland Gross
  - Depuis ton départ (Since You Went Away) – Hal C. Kern et James E. Newcom
- 1946 : Le Grand National (National Velvet) – Robert J. Kern
  - Les Cloches de Sainte-Marie (The Bells of St. Mary's) – Harry Marker
  - Le Poison (The Lost Weekend) – Doane Harrison
  - Aventures en Birmanie (Objective, Burma!) – George Amy
  - La Chanson du souvenir (A Song to Remember) – Charles Nelson
- 1947 : Les Plus Belles Années de notre vie (The Best Years of Our Lives) – Daniel Mandell
  - La vie est belle (It's a Wonderful Life) – William Hornbeck
  - Le Roman d'Al Jolson (The Jolson Story) – William A. Lyon
  - Les Tueurs (The Killers) – Arthur Hilton
  - Jody et le Faon (The Yearling) – Harold Kress
- 1948 : Sang et Or (Body and Soul) – Francis D. Lyon et Robert Parish
  - Honni soit qui mal y pense (The Bishop's Wife) – Monica Collingwood
  - Le Mur invisible (Gentleman's Agreement) – Harmon Jones
  - Le Pays du dauphin vert (Green Dolphin Street) – George White
  - Huit Heures de sursis (Odd Man Out) – Fergus McDonell
- 1949 : La Cité sans voiles (The Naked City) – Paul Weatherwax
  - Jeanne d'Arc (Joan of Arc) – Frank Sullivan
  - Johnny Belinda – David Weisbart
  - La Rivière rouge (Red River) – Christian Nyby
  - Les Chaussons rouges (The Red Shoes) – Reginald Mills

### Années 1950
- 1950 : Le Champion (Champion) – Harry Gerstad
  - Les Fous du roi (All the King's Men) – Robert Parrish et Al Clark
  - Bastogne (Battleground) – John Dunning
  - Iwo Jima (Sands of Iwo Jima) – Richard L. Van Enger
  - Une incroyable histoire (The Window) – Frederic Knudtson
- 1951 : Les Mines du roi Salomon (King Solomon's Mines) – Ralph E. Winters et Conrad Nervig
  - Ève (All About Eve) – Barbara McLean
  - Annie, la reine du cirque (Annie Get Your Gun) – James E. Newcom
  - Boulevard du crépuscule (Sunset Boulevard) – Arthur P. Schmidt et Doane Harrison
  - Le Troisième Homme (The Third Man) – Oswald Hafenrichter
- 1952 : Une place au soleil (A Place in the Sun) – William Hornbeck
  - Un Américain à Paris (An American in Paris) – Adrienne Fazan
  - Le Traître (Decision Before Dawn) – Dorothy Spencer
  - Quo Vadis – Ralph E. Winters
  - Le Puits (The Well) – Chester Schaeffer
- 1953 : Le train sifflera trois fois (High Noon) – Harry Gerstad et Elmo Williams
  - Reviens petite Sheba (Come Back, Little Sheba) – Warren Low
  - L'Escadrille de l'enfer (Flat Top) – William Austin
  - Sous le plus grand chapiteau du monde (The Greatest Show on Earth) – Anne Bauchens
  - Moulin Rouge – Ralph Kemplen
- 1954 : Tant qu'il y aura des hommes (From Here to Eternity) – William Lyon
  - Crazylegs – Cotton Warburton
  - La Lune était bleue (The Moon Is Blue) – Otto Ludwig
  - Vacances romaines (Roman Holiday) – Robert Swink
  - La Guerre des mondes (The War of the Worlds) – Everett Douglas
- 1955 : Sur les quais (On the Waterfront) – Gene Milford
  - Ouragan sur le Caine (The Caine Mutiny) – William A. Lyon
  - Écrit dans le ciel (The High and the Mighty) – Ralph Dawson
  - Les Sept Femmes de Barbe-Rousse (Seven Brides for Seven Brothers) – Ralph E. Winters
  - Vingt mille lieues sous les mers (20,000 Leagues Under the Sea) – Elmo Williams
- 1956 : Picnic – Charles Nelson et William Lyon
  - Graine de violence (Blackboard Jungle) – Ferris Webster
  - Les Ponts de Toko-Ri (The Bridges at Toko-Ri) – Alma Macrorie
  - Oklahoma ! – Gene Ruggiero et George Boemler
  - La Rose tatouée (The Rose Tattoo) – Warren Low
- 1957 : Le Tour du monde en quatre-vingts jours (Around the World in 80 Days) – Gene Ruggiero et Paul Weatherwax
  - Les clameurs se sont tues (The Brave One) – Merrill G. White
  - Géant (Giant) – William Hornbeck et Philip W. Anderson et Fred Bohanan
  - Marqué par la haine (Somebody Up There Likes Me) – Albert Akst
  - Les Dix Commandements (The Ten Commandments) – Anne Bauchens
- 1958 : Le Pont de la rivière Kwaï (The Bridge on the River Kwai) – Peter Taylor
  - Règlements de comptes à OK Corral (Gunfight at the O.K. Corral) – Warren Low
  - La Blonde ou la Rousse (Pal Joey) – Viola Lawrence et Jerome Thoms
  - Sayonara – Arthur P. Schmidt et Philip W. Anderson
  - Témoin à charge (Witness for the Prosecution) – Daniel Mandell
- 1959 : Gigi – Adrienne Fazan
  - Ma tante (Auntie Mame) – William Ziegler
  - Cow-boy (Cowboy) – William A. Lyon et Al Clark
  - La Chaîne (The Defiant Ones) – Frederic Knudtson
  - Je veux vivre ! (I Want to Live!) – William Hornbeck

### Années 1960
- 1960 : Ben-Hur – Ralph E. Winters et John D. Dunning
  - Autopsie d'un meurtre (Anatomy of a Murder) – Louis R. Loeffler
  - La Mort aux trousses (North by Northwest) – George Tomasini
  - Au risque de se perdre (The Nun's Story) – Walter A. Thompson
  - Le Dernier Rivage (On the Beach) – Frederic Knudtson
- 1961 : La Garçonnière (The Apartment) – Daniel Mandell
  - Alamo (The Alamo) – Stuart Gilmore
  - Procès de singe (Inherit the Wind) – Frederic Knudtson
  - Pepe – Viola Lawrence et Al Clark
  - Spartacus – Robert Lawrence
- 1962 : West Side Story – Thomas Stanford
  - Fanny – William H. Reynolds
  - Les Canons de Navarone (The Guns of Navarone) – Alan Osbiston
  - Jugement à Nuremberg (Judgment at Nuremberg) – Frederic Knudtson
  - La Fiancée de papa (The Parent Trap) – Philip W. Anderson
- 1963 : Lawrence d'Arabie (Lawrence of Arabia) – Anne V. Coates
  - Le Jour le plus long (The Longest Day) – Samuel E. Beetley
  - Un crime dans la tête (The Manchurian Candidate) – Ferris Webster
  - The Music Man – William Ziegler
  - Les Révoltés du Bounty (Mutiny on the Bounty) – John McSweeney Jr.
- 1964 : La Conquête de l'Ouest (How the West Was Won) – Harold F. Kress
  - Le Cardinal (The Cardinal) – Louis R. Loeffler
  - Cléopâtre (Cleopatra) – Dorothy Spencer
  - La Grande Évasion (The Great Escape) – Ferris Webster
  - Un monde fou, fou, fou, fou (It's a Mad, Mad, Mad, Mad World) – Frederic Knudtson (à titre posthume), Robert C. Jones et Gene Fowler Jr.
- 1965 : Mary Poppins – Cotton Warburton
  - Becket – Anne V. Coates
  - Grand méchant loup appelle (Father Goose) – Ted J. Kent
  - Chut... chut, chère Charlotte (Hush… Hush, Sweet Charlotte) – Michael Luciano
  - My Fair Lady – William Ziegler
- 1966 : La Mélodie du bonheur (The Sound of Music) – William Reynolds
  - Cat Ballou – Charles Nelson
  - Le Docteur Jivago (Doctor Zhivago) – Norman Savage
  - Le Vol du Phœnix (The Flight of the Phoenix) – Michael Luciano
  - La Grande Course autour du monde (The Great Race) – Ralph E. Winters
- 1967 : Grand Prix – Fredric Steinkamp, Henry Berman, Stewart Linder et Frank Santillo (en)
  - Le Voyage fantastique (Fantastic Voyage) – William B. Murphy
  - Les Russes arrivent (The Russians Are Coming, The Russians Are Coming) – Hal Ashby et J. Terry Williams
  - La Canonnière du Yang-Tse (The Sand Pebbles) – William H. Reynolds
  - Qui a peur de Virginia Woolf ? (Who's Afraid of Virginia Woolf?) – Sam O'Steen
- 1968 : Dans la chaleur de la nuit (In the Heat of the Night) – Hal Ashby
  - Le sable était rouge (Beach Red) – Frank P. Keller
  - Les Douze Salopards (The Dirty Dozen) – Michael Luciano
  - L'Extravagant Docteur Dolittle (Doctor Dolittle) – Samuel E. Beetley et Marjorie Fowler
  - Devine qui vient dîner ? (Guess Who's Coming to Dinner) – Robert C. Jones
- 1969 : Bullitt – Frank P. Keller
  - Funny Girl – Robert Swink, Maury Winetrobe et William Sands
  - Drôle de couple (The Odd Couple) – Frank Bracht
  - Oliver ! – Ralph Kemplen
  - Les Troupes de la colère (Wild in the Streets) – Fred Feitshans et Eve Newman

### Années 1970
- 1970 : Z – Françoise Bonnot
  - Hello, Dolly! – William H. Reynolds
  - Macadam Cowboy (Midnight Cowboy) – Hugh A. Robertson (en)
  - Le Secret de Santa Vittoria (The Secret of Santa Vittoria) – William A. Lyon et Earle Herdan
  - On achève bien les chevaux (They Shoot Horses, Don't They?) – Fredric Steinkamp
- 1971 : Patton – Hugh S. Fowler
  - Airport – Stuart Gilmore
  - M*A*S*H – Danford B. Greene
  - Tora ! Tora ! Tora ! (Tora! Tora! Tora!) – James E. Newcom, Pembroke J. Herring et Inoue Chikaya
  - Woodstock – Thelma Schoonmaker
- 1972 : French Connection (The French Connection) – Jerry Greenberg
  - Le Mystère Andromède (The Andromeda Strain) – Stuart Gilmore (à titre posthume) et John W. Holmes
  - Orange mécanique (A Clockwork Orange) – Bill Butler (en)
  - Kotch – Ralph E. Winters
  - Un été 42 (Summer of '42) – Folmar Blangsted
- 1973 : Cabaret – David Bretherton
  - Délivrance (Deliverance) – Tom Priestley
  - Le Parrain (The Godfather) – William H. Reynolds et Peter Zinner
  - Les Quatre Malfrats (The Hot Rock) – Frank P. Keller et Fred W. Berger
  - L'Aventure du Poséidon (The Poseidon Adventure) – Harold F. Kress
- 1974 : L'Arnaque (The Sting) – William Reynolds
  - American Graffiti – Verna Fields et Marcia Lucas
  - Chacal (The Day of the Jackal) – Ralph Kemplen
  - L'Exorciste (The Exorcist) – Jordan Leondopoulos, Bud S. Smith (en), Evan Lottman et Norman Gay
  - Jonathan Livingston goéland (Jonathan Livingston Seagull) – Frank P. Keller et James Galloway
- 1975 : La Tour infernale (The Towering Inferno) – Harold F. Kress et Carl Kress
  - Le shérif est en prison (Blazing Saddles) – John C. Howard (en) et Danford Greene
  - Chinatown – Sam O'Steen
  - Tremblement de terre (Earthquake) – Dorothy Spencer
  - Plein la gueule (The Longest Yard) – Michael Luciano
- 1976 : Les Dents de la mer (Jaws) – Verna Fields
  - Un après-midi de chien (Dog Day Afternoon) – Dede Allen
  - L'Homme qui voulut être roi (The Man Who Would Be King) – Russell Lloyd
  - Vol au-dessus d'un nid de coucou (One Flew Over the Cuckoo's Nest) – Richard Chew, Lynzee Klingman et Sheldon Kahn (en)
  - Les Trois Jours du Condor (Three Days of the Condor) – Fredric Steinkamp et Don Guidice
- 1977 : Rocky – Richard Halsey et Scott Conrad
  - Les Hommes du président (All the President's Men) – Robert L. Wolfe (en)
  - En route pour la gloire (Bound for Glory) – Robert C. Jones et Pembroke J. Herring
  - Network – Alan Heim
  - Un tueur dans la foule (Two-Minute Warning) – Eve Newman et Walter Hannemann
- 1978 : Star Wars, épisode IV : Un nouvel espoir – Paul Hirsch, Marcia Lucas et Richard Chew
  - Rencontres du troisième type (Close Encounters of the Third Kind) – Michael Kahn
  - Julia – Walter Murch et Marcel Durham
  - Cours après moi shérif (Smokey and the Bandit) – Walter Hannemann et Angelo Ross
  - Le Tournant de la vie (The Turning Point) – William H. Reynolds
- 1979 : Voyage au bout de l'enfer (The Deer Hunter) – Peter Zinner
  - Ces garçons qui venaient du Brésil (The Boys from Brazil) – Robert E. Swink
  - Le Retour (Coming Home) – Don Zimmerman
  - Midnight Express – Gerry Hambling
  - Superman – Stuart Baird

### Années 1980
- 1980 : Que le spectacle commence (All that jazz) – Alan Heim
  - Apocalypse Now – Richard Marks, Walter Murch, Gerald B. Greenberg et Lisa Fruchtman
  - L'Étalon noir (The Black Stallion) – Robert Dalva
  - Kramer contre Kramer (Kramer vs. Kramer) – Gerald B. Greenberg
  - The Rose – Robert L. Wolfe (en) et C. Timothy O'Meara
- 1981 : Raging Bull – Thelma Schoonmaker
  - Nashville Lady (Coal Miner's Daughter) – Arthur Schmidt
  - Le Concours (The Competition) – David Blewitt
  - Elephant Man (The Elephant Man) – Anne V. Coates
  - Fame – Gerry Hambling
- 1982 : Les Aventuriers de l'arche perdue (Raiders of the Lost Ark) – Michael Kahn
  - Les Chariots de feu (Chariots of Fire) – Terry Rawlings
  - La Maîtresse du lieutenant français (The French Lieutenant's Woman) – John Bloom
  - La Maison du lac (On Golden Pond) – Robert L. Wolfe (en) (à titre posthume)
  - Reds – Dede Allen et Craig McKay
- 1983 : Gandhi – John Bloom
  - Das Boot – Hannes Nikel
  - E.T. l'extra-terrestre (E.T. the Extra-Terrestrial) – Carol Littleton
  - Officier et Gentleman (An Officer and a Gentleman) – Peter Zinner
  - Tootsie – Fredric Steinkamp et William Steinkamp
- 1984 : L'Étoffe des héros (The Right Stuff) – Glenn Farr, Lisa Fruchtman, Stephen A. Rotter, Douglas Stewart et Tom Rolf
  - Tonnerre de feu (Blue Thunder) – Frank Morriss et Edward Abroms
  - Flashdance – Bud Smith et Walt Mulconery
  - Le Mystère Silkwood (Silkwood) – Sam O'Steen
  - Tendres Passions (Terms of Endearment) – Richard Marks
- 1985 : La Déchirure (The Killing Fields) – Jim Clark
  - Amadeus – Nena Danevic et Michael Chandler
  - Cotton Club (The Cotton Club) – Barry Malkin et Robert O. Lovett
  - La Route des Indes (A Passage to India) – David Lean
  - À la poursuite du diamant vert (Romancing the Stone) – Donn Cambern et Frank Morriss
- 1986 : Witness – Thom Noble
  - Chorus Line (A Chorus Line) – John Bloom
  - Out of Africa – Fredric Steinkamp, William Steinkamp, Pembroke Herring et Sheldon Kahn (en)
  - L'Honneur des Prizzi (Prizzi's Honor) – Rudi Fehr et Kaja Fehr
  - Runaway Train – Henry Richardson
- 1987 : Platoon – Claire Simpson
  - Aliens, le retour (Aliens) – Ray Lovejoy
  - Hannah et ses sœurs (Hannah and Her Sisters) – Susan E. Morse
  - Mission (Mission) – Jim Clark
  - Top Gun – Billy Weber (en) et Chris Lebenzon
- 1988 : Le Dernier Empereur (The Last Emperor) – Gabriella Cristiani
  - Broadcast News – Richard Marks
  - Empire du soleil (Empire of the Sun) – Michael Kahn
  - Liaison fatale (Fatal Attraction) – Michael Kahn et Peter E. Berger (en)
  - RoboCop – Frank J. Urioste
- 1989 : Qui veut la peau de Roger Rabbit (Who Framed Roger Rabbit) – Arthur Schmidt
  - Piège de cristal (Die Hard) – Frank J. Urioste, John F. Link
  - Gorilles dans la brume (Gorillas in the Mist: The Story of Dian Fossey) – Stuart Baird
  - Mississippi Burning – Gerry Hambling
  - Rain Man – Stu Linder

### Années 1990
- 1990 : Né un 4 juillet (Born on the 4th of July) – David Brenner et Joe Hutshing
  - Miss Daisy et son chauffeur (Driving Miss Daisy) – Mark Warner
  - Susie et les Baker Boys (The Fabulous Baker Boys) – William Steinkamp
  - Glory – Steven Rosenblum
  - L'Ours – Noëlle Boisson
- 1991 : Danse avec les loups (Dance with Wolves) – Neil Travis
  - Ghost – Walter Murch
  - Le Parrain 3 (The Godfather Part III) – Barry Malkin et Lisa Fruchtman et Walter Murch
  - Les Affranchis (Goodfellas) – Thelma Schoonmaker
  - À la poursuite d'Octobre rouge (The Hunt for Red October) – Dennis Virkler et John Wright
- 1992 : JFK – Joe Hutshing et Pietro Scalia
  - Les Commitments (The Commitments) – Gerry Hambling
  - Le Silence des agneaux (The Silence of the Lambs) – Craig McKay
  - Terminator 2 : Le Jugement dernier (Terminator 2: Judgment Day) – Conrad Buff et Mark Goldblatt et Richard A. Harris
  - Thelma et Louise (Thelma and Louise) – Thom Noble
- 1993 : Impitoyable (Unforgiven) – Joel Cox
  - Basic Instinct – Frank J. Urioste
  - The Crying Game – Kant Pan
  - Des hommes d'honneur (A Few Good Men) – Robert Leighton
  - The Player – Geraldine Peroni
- 1994 : La Liste de Schindler (The Schindler's List) – Michael Kahn
  - Le Fugitif (The Fugitive) – Dennis Virkler et David Finfer et Dean Goodhill et Don Brochu (de) et Richard Nord (en) et Dov Hoenig (en)
  - Dans la ligne de mire (In the Line of Fire) – Anne V. Coates
  - Au nom du père (In the Name of the Father) – Gerry Hambling
  - La Leçon de piano (The Piano) – Veronika Jenet
- 1995 : Forrest Gump – Arthur Schmidt
  - Hoop Dreams – Frederick Marx et Steve James et William Haugse
  - Pulp Fiction – Sally Menke
  - Les Évadés (The Shawshank Redemption) – Richard Francis-Bruce
  - Speed – John Wright
- 1996 : Apollo 13 – Mike Hill et Dan Hanley
  - Babe, le cochon devenu berger (Babe) – Marcus D'Arcy et Jay Friedkin
  - Braveheart – Steven Rosenblum
  - USS Alabama (Crimson Tide) – Chris Lebenzon
  - Seven – Richard Francis-Bruce
- 1997 : Le Patient anglais (The English Patient) – Walter Murch
  - Evita – Gerry Hambling
  - Fargo – Roderick Jaynes (Jaynes est le pseudonyme des Frères Coen)
  - Jerry Maguire – Joe Hutshing
  - Shine – Pip Karmel
- 1998 : Titanic – Conrad Buff et James Cameron et Richard A. Harris
  - Air Force One – Richard Francis-Bruce
  - Pour le pire et pour le meilleur (As Good as It Gets) – Richard Marks
  - Will Hunting (Good Will Hunting) – Pietro Scalia
  - L.A. Confidential – Peter Honess
- 1999 : Il faut sauver le soldat Ryan (Saving Private Ryan) – Michael Kahn
  - Hors d'atteinte (Out of Sight) – Anne V. Coates
  - Shakespeare in Love – David Gamble
  - La Ligne rouge (The Thin Red Line) – Billy Weber (en), Leslie Jones et Saar Klein
  - La vie est belle (La vita è bella) – Simona Paggi

### Années 2000
- 2000 : Matrix (The Matrix) – Zach Staenberg
  - American Beauty – Tariq Anwar
  - L'Œuvre de Dieu, la part du Diable (The Cider House Rules) – Lisa Zeno Churgin
  - Révélations (The Insider) – William Goldenberg, Paul Rubell et David Rosenbloom
  - Sixième Sens (The Sixth Sense) – Andrew Mondshein
- 2001 : Traffic – Stephen Mirrione
  - Presque célèbre (Almost Famous) – Joe Hutshing et Saar Klein
  - Gladiator – Pietro Scalia
  - Tigre et Dragon (臥虎藏龍) – Tim Squyres
  - Wonder Boys – Dede Allen
- 2002 : La Chute du faucon noir (Black Hawk Down) – Pietro Scalia
  - Le Seigneur des anneaux : La Communauté de l'anneau (The Lord of the Rings: The Fellowship of the Ring) – John Gilbert
  - Un homme d'exception (A Beautiful Mind) – Mike Hill et Daniel P. Hanley
  - Memento – Dody Dorn
  - Moulin Rouge (Moulin Rouge!) – Jill Bilcock
- 2003 : Chicago – Martin Walsh
  - Gangs of New York – Thelma Schoonmaker
  - The Hours – Peter Boyle
  - Le Seigneur des anneaux : Les Deux Tours (The Lord of the Rings: The Two Towers) – Michael Horton
  - Le Pianiste (The Pianist) – Hervé de Luze
- 2004 :Le Seigneur des Anneaux : Le Retour du Roi (The Lord of the Rings : The Return of the King) – Jamie Selkirk
  - La Cité de Dieu (Cidade de Deus) – Daniel Rezende
  - Retour à Cold Mountain (Cold Mountain) – Walter Murch
  - Master and Commander : De l'autre côté du monde (Master and Commander: The Far Side of the World) – Lee Smith
  - Pur Sang, la légende de Seabiscuit ( Seabiscuit) – William Goldenberg
- 2005 : Aviator (The Aviator) – Thelma Schoonmaker
  - Collatéral (Collateral) – Jim Miller et Paul Rubell
  - Neverland (Finding Neverland) – Matt Chesse
  - Million Dollar Baby – Joel Cox
  - Ray – Paul Hirsch
- 2006 : Collision (Crash) – Hughes Winborne
  - De l'ombre à la lumière (Cinderella Man) – Mike Hill et Dan Hanley
  - The Constant Gardener – Claire Simpson
  - Munich – Michael Kahn
  - Walk the Line – Michael McCusker (en)
- 2007 : Les Infiltrés (The Departed) – Thelma Schoonmaker
  - Babel – Douglas Crise, Stephen Mirrione
  - Blood Diamond – Steven Rosenblum
  - Les Fils de l'homme (Children of Men) – Alfonso Cuarón et Alex Rodríguez
  - Vol 93 (United 93) – Clare Douglas, Richard Pearson et Christopher Rouse
- 2008 : La Vengeance dans la peau (The Bourne Ultimatum) – Christopher Rouse
  - Le Scaphandre et le Papillon – Juliette Welfling
  - Into the Wild – Jay Cassidy
  - No Country for Old Men – Roderick Jaynes (Jaynes est le pseudonyme des frères Coen)
  - There Will Be Blood – Dylan Tichenor
- 2009 : Slumdog Millionaire – Chris Dickens
  - L'Étrange Histoire de Benjamin Button (The Curious Case of Benjamin Button) – Kirk Baxter et Angus Wall
  - The Dark Knight : Le Chevalier noir (The Dark Knight) – Lee Smith
  - Frost/Nixon – Mike Hill et Dan Hanley
  - Harvey Milk (Milk) – Elliot Graham

### Années 2010
- 2010 : Démineurs (The Hurt Locker) – Chris Innis et Bob Murawski
  - Avatar – James Cameron, John Refoua et Stephen E. Rivkin
  - District 9 – Julian Clarke
  - Inglourious Basterds – Sally Menke
  - Precious (Precious: Based on the Novel 'Push' by Sapphire) – Joe Klotz
- 2011 : The Social Network – Kirk Baxter et Angus Wall
  - 127 heures (127 Hours) – Jon Harris
  - Black Swan – Andrew Weisblum
  - Le Discours d'un roi (The King's Speech) – Tariq Anwar
  - Fighter (The Fighter) – Pamela Martin
- 2012 : Millénium : Les Hommes qui n'aimaient pas les femmes (The Girl with the Dragon Tattoo) – Angus Wall et Kirk Baxter
  - The Artist – Anne-Sophie Bion et Michel Hazanavicius
  - The Descendants – Kevin Tent
  - Hugo Cabret (Hugo) – Thelma Schoonmaker
  - Le Stratège (Moneyball) – Christopher Tellefsen
- 2013 : Argo – William Goldenberg
  - Lincoln – Michael Kahn
  - L'Odyssée de Pi (Life of Pi) – Tim Squyres
  - Happiness Therapy (Silver Linings Playbook) – Jay Cassidy et Crispin Struthers
  - Zero Dark Thirty – Dylan Tichenor et William Goldenberg
- 2014 : Gravity – Alfonso Cuarón et Mark Sanger
  - Twelve Years a Slave – Joe Walker
  - American Bluff (American Hustle) – Jay Cassidy, Crispin Struthers et Alan Baumgarten (en)
  - Capitaine Phillips (Captain Phillips) – Christopher Rouse
  - Dallas Buyers Club – John Mac McMurphy (pseudonyme de Jean-Marc Vallée) et Martin Pensa (en)
- 2015 : Whiplash – Tom Cross
  - American Sniper – Joel Cox et Gary D. Roach
  - Boyhood – Sandra Adair
  - The Grand Budapest Hotel – Barney Pilling (en)
  - Imitation Game (The Imitation Game) – William Goldenberg
- 2016 : Mad Max: Fury Road – Margaret Sixel
  - The Big Short – Hank Corwin
  - The Revenant – Stephen Mirrione
  - Spotlight – Tom McArdle
  - Star Wars: Le réveil de la force (Star Wars: The Force Awakens) – Maryann Brandon et Mary Jo Markey
- 2017 : Tu ne tueras point (Hacksaw Ridge) – John Gilbert
  - Premier Contact (Arrival) – Joe Walker
  - Comancheria (Hell or High Water) – Jake Roberts
  - La La Land – Tom Cross
  - Moonlight – Joi McMillon et Nat Sanders
- 2018 : Dunkerque – Lee Smith
  - Baby Driver – Paul Machliss (en) et Jonathan Amos
  - Moi, Tonya – Tatiana S. Riegel
  - La Forme de l'eau – Sidney Wolinsky
  - Three Billboards : Les Panneaux de la vengeance – Jon Gregory
- 2019 : Bohemian Rhapsody - John Ottman
  - BlacKkKlansman : J'ai infiltré le Ku Klux Klan - Barry Alexander Brown
  - La Favorite - Yorgos Mavropsaridis
  - Green Book : Sur les routes du sud - Patrick Don Vito
  - Vice - Hank Corwin

### Années 2020
- 2020 : Le Mans 66 (Ford v Ferrari) - Michael McCusker (en) et Andrew Buckland (en)
  - The Irishman - Thelma Schoonmaker
  - Jojo Rabbit - Tom Eagles
  - Joker - Jeff Groth
  - Parasite - Yang Jinmo
- 2021 : Sound of Metal – Mikkel E.G. Nielsen
  - Nomadland – Chloé Zhao
  - Promising Young Woman – Frédéric Thoraval
  - The Father – Yorgos Lamprinos
  - Les Sept de Chicago – Alan Baumgarten
- 2022 : Dune – Joe Walker
  - Don't Look Up : Déni cosmique (Don't Look Up) – Hank Corwin
  - La Méthode Williams (King Richard) – Pamela Martin
  - The Power of the Dog – Peter Sciberras
  - Tick, Tick... Boom! – Myron Kerstein et Andrew Weisblum
- 2023 : Everything Everywhere All at Once – Paul Rogers
  - Les Banshees d'Inisherin – Mikkel E. G. Nielsen
  - Elvis – Jonathan Redmond, Matt Villa
  - Tár – Monika Willi
  - Top Gun : Maverick - Eddie Hamilton

- 2024 : Oppenheimer – Jennifer Lame
  - Anatomie d'une chute – Laurent Sénéchal
  - Winter Break (The Holdovers) – Kevin Tent
  - Killers of the Flower Moon – Thelma Schoonmaker
  - Pauvres Créatures (Poor Things) – Yorgos Mavropsaridis
- 2025 : Anora – Sean Baker
  - The Brutalist – David Jancso
  - Conclave – Nick Emerson
  - Emilia Pérez – Juliette Welfling
  - Wicked – Myron Kerstein

## Récompenses et nominations multiples
D'après la base de données de l'académie, mise à jour après la 96e cérémonie des Oscars.
Les plus nommés
- 9 : Thelma Schoonmaker
- 8 : Michael Kahn
- 7 : Barbara McLean
- 6 : 
  - Gerry Hambling
  - Frederic Knudtson
  - Harold F. Kress
  - William A. Lyon
  - Walter Murch
  - Ralph E. Winters
- 5 :
  - Al Clark
  - Anne V. Coates
  - William Goldenberg
  - Daniel Mandell
  - Fredric Steinkamp
- 4 : 
  - Ralph Dawson
  - Pietro Scalia
  - Joe Hutshing

Les plus récompensés
- 3 : 
  - Ralph Dawson
  - Michael Kahn
  - Daniel Mandell
  - Thelma Schoonmaker